# Werner Teschenmacher
Werner Teschenmacher (auch Teschemacher, * 13. September 1590 in Elberfeld (heute zu Wuppertal); † 2. April 1638 in Xanten) war ein deutscher Annalist, Humanist und reformierter Theologe.

## Leben
Teschenmacher wurde am 13. September 1590 in Elberfeld als Sohn der Eheleute Peter Teschenmacher und Margarethe Nippel geboren, sein Vater war mehrmals Schöffe und Bürgermeister in Elberfeld. Nach dem Besuch der Lateinschule in Elberfeld kam er als Zwölfjähriger auf das Pädagogium Herborn. 1605 wechselte er an die Hohe Schule zu Steinfurt, wo er jedoch nur kurze Zeit blieb. 1607 immatrikulierte sich Teschenmacher an der Universität Heidelberg und erlangte ein Jahr später bereits die Magisterwürde. 1611 trat er die Stelle eines Predigers in der reformierten Gemeinde zu Grevenbroich an, das zu diesem Zeitpunkt nur wenige hundert Einwohner zählte. Von dort aus war er auch für die Reformierten in den Gemeinden Jüchen, Kelzenberg, Bontenbroich, Alt-Otzenrath und Königshoven zuständig. Im Anschluss war Teschenmacher in Sittard und seinem Heimatort Elberfeld als Pfarrer tätig. 1617 wurde er Pfarrer in Kleve, wo er sich insbesondere für finanzielle Unterstützungen der reformierten Gemeinden am Niederrhein während des Achtzigjährigen Kriegs einsetzte. 1623 nahm Teschenmacher die Stelle des brandenburgischen Hofpredigers in Emmerich am Rhein an. 1630 vermählte er sich mit Johanna Bruyns und wurde, da ihre Familie in den Niederlanden begütert war, finanziell unabhängiger. Bereits 1632 legte er sein Amt als Hofprediger nieder und zog mit seiner Familie nach Xanten. Er verstarb am 2. April 1638 an den Folgen eines Schlaganfalls und wurde in der Willibrorduskirche in Wesel beigesetzt.

## Werke
- Disputatio physica de mari (Heidelberg 1608)
- Thesaurus Locorum Sanctae Theologiae communium, in zwei Bänden (Herborn 1611) (online 1, 2)
- Annales Cliviae-Juliae-Montiae ... (Arnheim 1638) – Landesgeschichte der Herzogtümer Kleve, Jülich und Berg (online)
  - 2. Auflage herausgegeben und kommentiert von Justus Christoph Dithmar bei Christoph Gottlieb Nicolai, Frankfurt am Main und Leipzig 1721 (Google-Books).
- Repetitio brevis catholicae et orthodoxae religionis (Wesel 1635) – Gedenkschrift anlässlich des hundertjährigen Jubiläums der Kirchenordnung Herzogs Johann III. von Kleve-Jülich-Berg
- Annales ecclesiastici Reformationis ecclesiarum Cliviae, Juliae, Montium (um 1632)[1] – Annalen der Reformationsgeschichte in den Herzogtümern Jülich, Kleve und Berg, hrsg. von Rudolf Löhr, Albert Rosenkranz und Heinrich Müller-Diersfort. (Schriftenreihe des Vereins für Rheinische Kirchengeschichte 12). Presseverband der EKiR, Düsseldorf 1962
- Autobiographie (handschriftlich)
- (Handschrift) Vitae et elogia virorum, qui familia, nobilitate, doctrina atque virtute inprimis officii dignitate et publicatis ingenii monumentis in theologia, juris utriusque prudentia, medicina et philosophia etc. per Cliviae, Juliae, Montium, Marcae et Ravensburgici, provincias unitas floruerunt, 17. Jahrhundert (verloren)[2]
  - (Handschrift) Anton von Dorth:[3] Auszug aus Werner Teschenmacher: Vitae et elogia virorum, o. J. (wahrscheinlich Kriegsverlust)[4]